# Paul van Reynegom de Buzet
Le baron Paul-Marie-Ghislain van Reynegom de Buzet et d'Herenthout, né le 30 novembre 1860 à Schaerbeek et mort le 15 mai 1941 à Anvers, est un homme politique belge. Il est le petit-fils d'Eugène Amour de Cartier et le gendre d'Edward Osy de Zegwaart.

## Fonctions et mandats
- Conseiller provincial d'Anvers : 1892-1908
- Conseiller communal de Herenthout : 1896-1941
- Bourgmestre de Herenthout : 1896-1939
- Sénateur : 1908-1925

## Sources
- Gaston Pulings, Le parlement belge. Le Sénat, Bruxelles, Dewit, 1925. - 329 p.

- Ressource relative à plusieurs domaines :   - ODIS